# Meadowbrook Farm
Meadowbrook Farm és una població dels Estats Units a l'estat de Kentucky. Segons el cens del 2000 tenia 146 habitants.

## Demografia
Segons el cens del 2000, Meadowbrook Farm tenia 146 habitants, 53 habitatges, i 41 famílies. La densitat de població era de 1.879 habitants/km².
Dels 53 habitatges en un 35,8% hi vivien nens de menys de 18 anys, en un 67,9% hi vivien parelles casades, en un 5,7% dones solteres, i en un 20,8% no eren unitats familiars. En el 17% dels habitatges hi vivien persones soles el 5,7% de les quals corresponia a persones de 65 anys o més que vivien soles. El nombre mitjà de persones vivint en cada habitatge era de 2,75 i el nombre mitjà de persones que vivien en cada família era de 3,12.
Per edats la població es repartia de la següent manera: un 24,7% tenia menys de 18 anys, un 4,8% entre 18 i 24, un 36,3% entre 25 i 44, un 26,7% de 45 a 60 i un 7,5% 65 anys o més.
L'edat mediana era de 37 anys. Per cada 100 dones de 18 o més anys hi havia 100 homes.
La renda mediana per habitatge era de 63.542 $ i la renda mediana per família de 63.958 $. Els homes tenien una renda mediana de 51.250 $ mentre que les dones 38.125 $. La renda per capita de la població era de 26.980 $. Entorn del 4,4% de les famílies i el 5,2% de la població estaven per davall del llindar de pobresa.

## Poblacions més properes
El següent diagrama mostra les poblacions més properes.